# 依德 (印第安納州)
依德（英語：Ade）是位於美國印地安納州牛頓縣的一個非建制地區。該地的面積和人口皆未知。

## 歷史
依德於1906年成立。名稱來源於一個出生在肯特蘭，去世於布魯克的美國的文學家，專欄作家與編劇喬治·依德。1904年當地郵局開始營業，於1912年結束營業。

## 地理
依德在40°52′06″N 87°26′41″W / 40.86833°N 87.44472°W。